# Oyapock

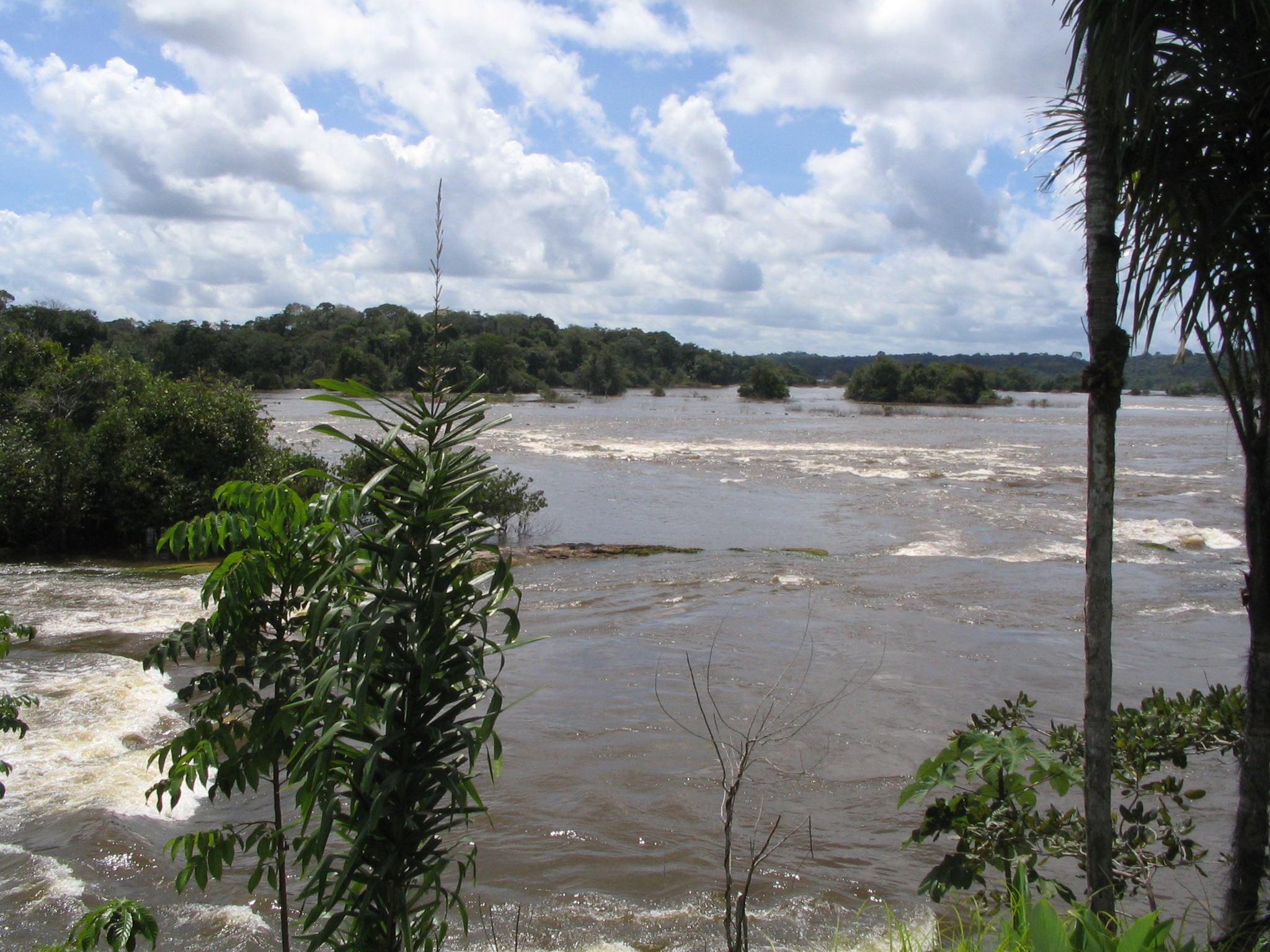
Maripavattenfallet på floden Oyapock sedd från Franska Guyana-sidan av gränsen mellan Brasilien och det franska utomeuropeiska departementet. Brasilien är på den andra sidan av fotot.
^{Foto taget den 5 juni 2005.}

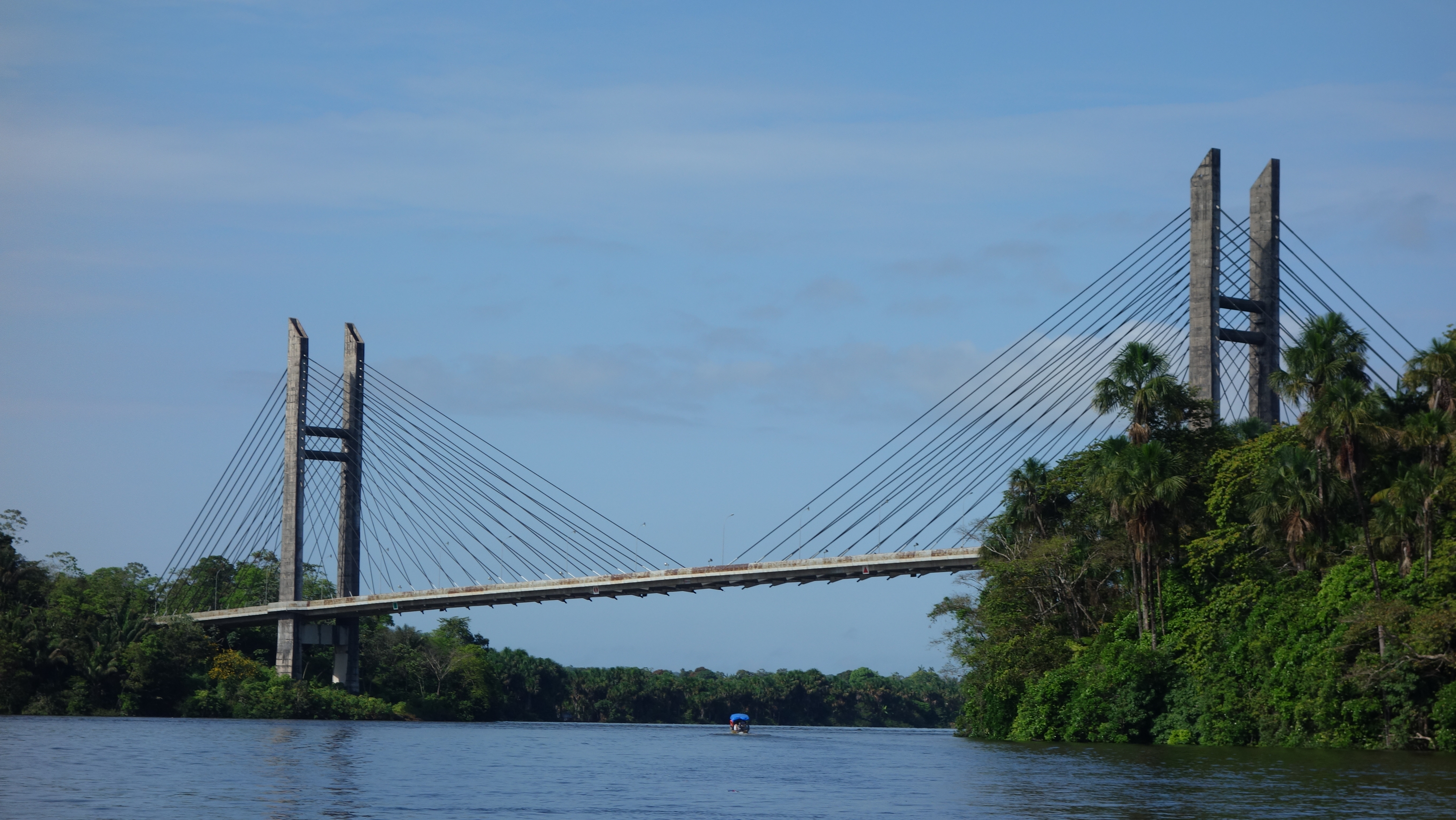
Bro över floden Oyapock.

Oyapock är en gränsflod mellan delstaten Amapá i Brasilien och Franska Guyana. Den är 485 kilometer lång. Bron över floden Oyapock har byggts tvärs över floden för att förbinda den brasilianska staden Oiapoque och den franska staden Saint-Georges-de-l'Oyapock.